# Luther Strange
Luther Johnson Strange III (Birmingham, 1 de março de 1953) é um advogado e político norte-americano membro do Partido Republicano, que interinamente atuou como Senador dos Estados Unidos pelo Alabama. Anteriormente foi o 47.º Procurador-geral do Alabama de 2011 até 2017. Em 2006, Strange concorreu para Vice-governador e derrotou George Wallace, Jr. na primária republicana, mas perdeu as eleições gerais para o democrata Jim Folsom, Jr. Em 2010, derrotou o Procurador-geral Troy King na primária republicana, vencendo as eleições gerais em 2 de novembro de 2010 contra o democrata James Anderson.
Em 6 de dezembro de 2016, Strange anunciou sua candidatura ao assento no Senado de Jeff Sessions, indicado pelo Presidente Donald Trump como Procurador-geral. Strange foi nomeado Senador em 9 de fevereiro de 2017 pelo Governador do Alabama, Robert J. Bentley, para preencher a vaga causada pela renúncia de Sessions. Luther concorreu na eleição especial de 2017 para definitavemente preencher o restante do mandato de Sessions, que termina em 3 de janeiro de 2021, em 26 de setembro de 2017, Strange perdeu a eleição primárias do Partido Republicano para Roy Moore, sendo que este perdeu para o democrata Doug Jones na eleição especial de 12 de dezembro de 2017.